# Michela Battiston
Michela Battiston (Palmanova, 15 settembre 1997) è una schermitrice italiana, specializzata nella sciabola. Cresciuta a Torviscosa, ha vinto una medaglia d’oro e una di bronzo alle Universiadi 2019 nella sciabola femminile.

## Palmarès

### Risultati élite
In carriera ha ottenuto i seguenti risultati:
Europei
Individuale
A squadre
- Argento nella sciabola ad Adalia 2022
- Bronzo nella sciabola ad Genova 2025

Mondiali militari
Individuale
A squadre
- Bronzo nella sciabola ad Acireale 2017

Universiadi
Individuale
- Bronzo nella sciabola a Napoli 2019

A squadre
- Oro nella sciabola a Napoli 2019

Campionati italiani
Individuale
- Oro nella sciabola a Cagliari 2024
- Argento nella sciabola a Cassino 2021
- Bronzo nella sciabola ad Courmayeur 2022
- Bronzo nella sciabola a La Spezia 2023
- Bronzo nella sciabola a Piacenza 2025

A squadre
- Oro nella sciabola a Cassino 2021
- Oro nella sciabola a La Spezia 2023
- Bronzo nella sciabola ad Courmayeur 2022
- Bronzo nella sciabola a Cagliari 2024
- Bronzo nella sciabola a Piacenza 2025

### Risultati giovani
Mondiali giovani
Individuale
A squadre
- Argento nella sciabola a Plovdiv 2017

Europei Under-23
Individuale
A squadre
- Argento nella sciabola a Erevan 2018
- Bronzo nella sciabola a Plovdiv 2019

Europei giovani
Individuale
A squadre
- Argento nella sciabola a Novi Sad 2016
- Argento nella sciabola a Plovdiv 2017